# Moïse de Camondo
Pour les articles homonymes, voir Camondo.
Pour les autres membres de la famille, voir Famille Camondo.
Moïse de Camondo, né à Constantinople le 15 mars 1860 et mort dans le 8e arrondissement de Paris le 14 novembre 1935, est un banquier et collectionneur d'art italien d'origine turque, fondateur du musée Nissim-de-Camondo.

## Biographie

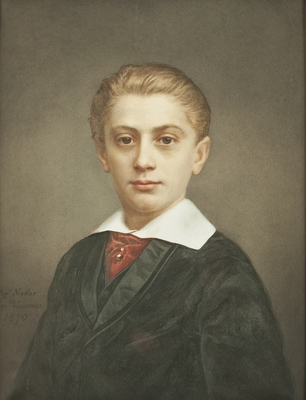
Portrait enfant de Moïse de Camondo.

Le comte Moïse de Camondo est issu d’une famille juive sépharade de Turquie, devenue italienne et anoblie par le roi d’Italie en 1867. Il est le fils de Nissim de Camondo (1830-1889) et d'Élise Fernandez (1840-1910).

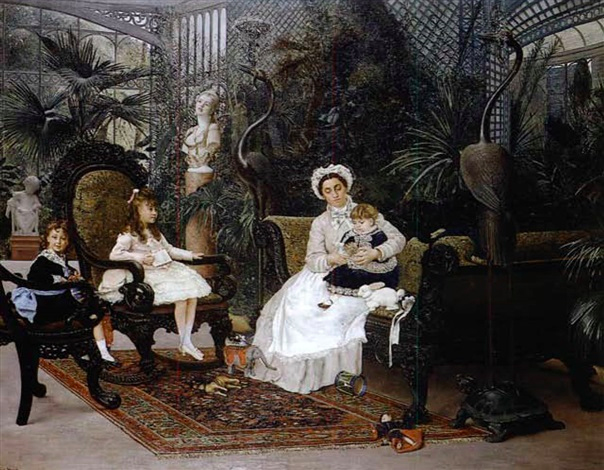
Alphonse Hirsch, Les enfants Camondo (1875).

Il arrive en France en 1869, à l'âge de neuf ans, son père, Nissim, et son oncle, 'Abraham Behor de Camondo (tr), ayant décidé de développer à Paris les affaires financières créées par la famille Camondo dans l’Empire ottoman. La famille s’installe rue de Monceau, Nissim achetant à l'entrepreneur Violet un hôtel particulier au no 63 (dépeint par Émile Zola comme l'hôtel Saccard dans La Curée), alors que son frère Abraham Behor fait bâtir son propre hôtel au n° 61 par l’architecte Denis-Louis Destors.
Financier habile et redouté, Nissim de Camondo fait partie des grands investisseurs à la Bourse de Paris à la fin des années 1870, avec la Famille Lebaudy, Louis Cahen d'Anvers et Herman Hoskier. Lors de la faillite de l'Union générale de 1882, il fait partie du petit groupe de grands financiers, avec Louis Cahen d'Anvers, Rothschild et la Banque de Paris, qui organisent le sauvetage des banques prises dans la crise, en montant un fonds spécial de vingt millions de francs. Puis, il est l'un des fondateurs de la Compagnie française des mines d'or de l'Afrique du Sud, en 1895, au moment du boom minier dans ce pays. Son fils Moïse devient, comme son cousin Isaac, un collectionneur en vue en même temps qu'un important financier.
Sportif, Moïse de Camondo chasse – un accident le rend borgne – et grand amateur d’automobile, il participe à diverses courses et rallyes au volant de Panhard-Levassor, Bugatti ou Dion-Bouton. Il voyage fréquemment en Europe et en fréquentant antiquaires et marchands d’art, il se constitue, à l’instar de son cousin Isaac et sur les conseils du conservateur au musée du Louvre, une élégante collection d’art.
Se passionnant pour l'art du XVIIIe siècle français, Moïse de Camondo fait raser la demeure paternelle de la plaine Monceau, à l’exception des communs, après la mort de sa mère (1910), pour faire construire un hôtel dont le style inspiré du Petit Trianon de Versailles et la surface s'accordent à son importante collection de meubles, de tableaux et d'objets d'art du siècle des Lumières. La construction s'étend de 1911 à 1914 et les travaux sont dirigés par l'architecte René Sergent qui signe là sa plus belle œuvre.
À la mort de son cousin en 1911, Moïse héritier de la banque et des actions et obligations familiales, doit également gérer le legs d'Isaac de Camondo (130 aquarelles, pastels, dessins, peintures dont de maîtres et plus de 400 estampes japonaises) qui doit entrer dans les collections de l’Etat français, soit au musée du Louvre.

### Famille

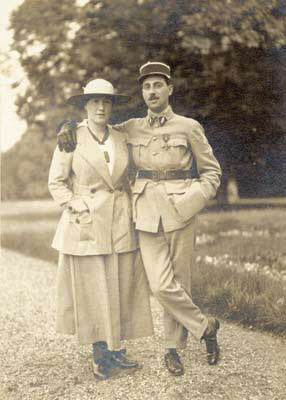
Béatrice et son frère Nissim de Camondo (1916)

Le 14 octobre 1891, il épouse Irène Cahen d'Anvers (1872–1963), fille de Louis Cahen d'Anvers et de Louise de Morpurgo, « dont l'hôtel parisien (2, rue de Bassano) était le théâtre des réceptions les plus commentées » : ils possèdent également le château de Champs-sur-Marne, restauré, redécoré et remeublé à grands frais, et le manoir de « La Jonchère » à Bougival.
Le couple, qui se sépara en 1896, eut deux enfants, qui continueront à habiter avec leur père dans leur hôtel particulier de la rue Hamelin à Paris après le divorce, prononcé le 8 janvier 1902 : un fils, Nissim (23 août 1892-5 septembre 1917), prénommé comme son grand-père, aviateur mort célibataire, et Béatrice (9 juillet 1894-1944), devenue Mme Léon Reinach. Le 5 septembre 1917, Nissim, engagé dans l'Armée de l'air française dès le début de la Première Guerre mondiale en tant que photographe aérien, trouve la mort à 25 ans, lors d'un combat aérien de son unité en Meurthe-et-Moselle.

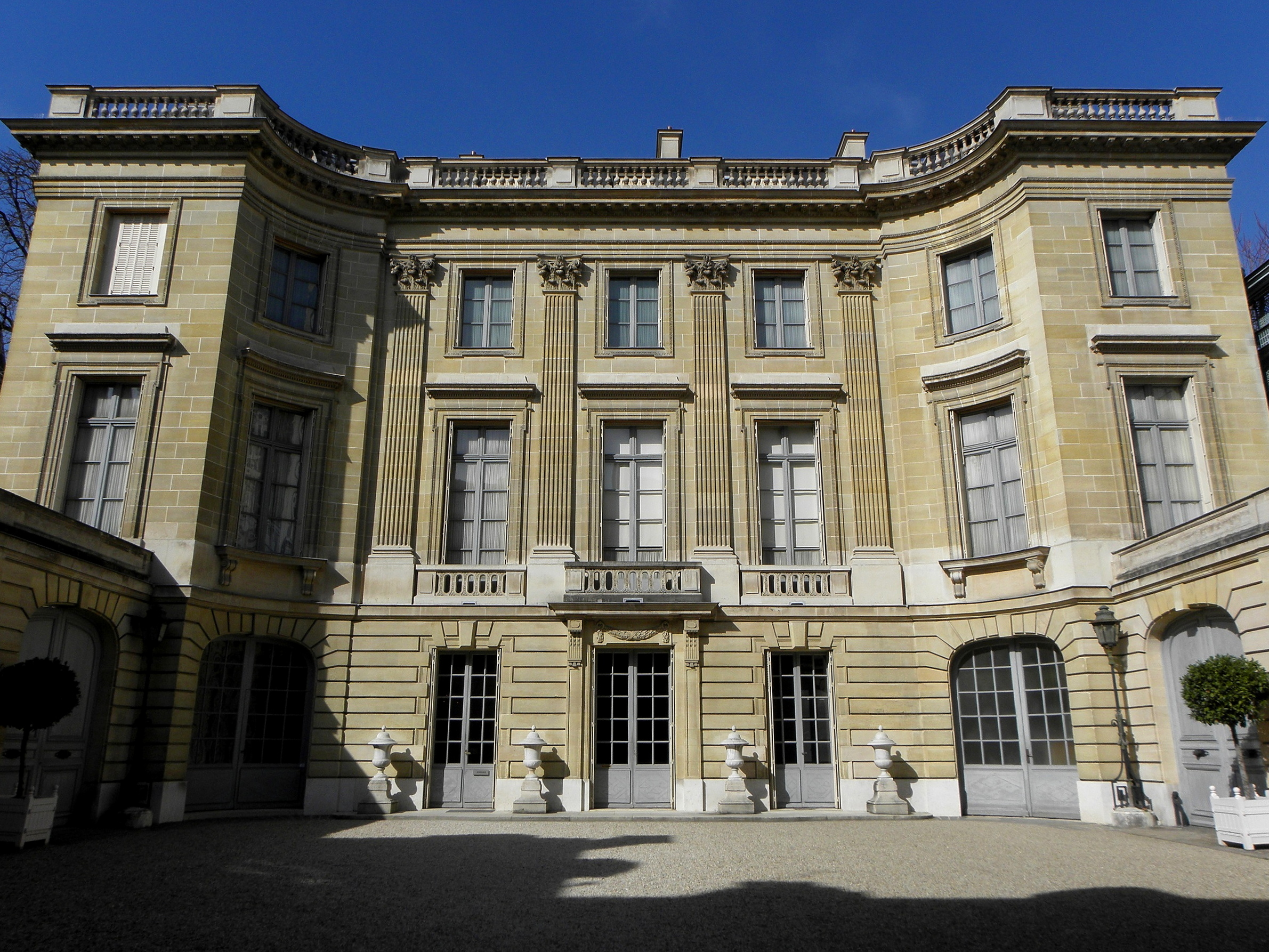
Hôtel Camondo, aujourd'hui musée Nissim de Camondo.

« La mort de Nissim sera un véritable drame pour Irène Cahen d’Anvers, Béatrice, ainsi que pour Moïse ». Cette disparition tragique détermine ce dernier à se retirer de la vie publique et des affaires, et à léguer son hôtel et ses collections à l'Union centrale des arts décoratifs et, dans cette perspective, il ne cessera, jusqu'à sa mort en 1935, de l'enrichir pour constituer un ensemble parfaitement représentatif de l'art du XVIIIe siècle français, pour honorer la mémoire de son fils mort pour la France (voir musée Nissim-de-Camondo).
Moïse de Camondo meurt à 75 ans ; « Béatrice mettra un point d’honneur à faire appliquer les dernières volontés de son père quant au legs de sa collection aux Arts Décoratifs », qui participe à l'enrichissement du patrimoine culturel de la France.

### Les héritiers
Pendant la Seconde Guerre mondiale, les quatre membres de la famille Reinach, seuls héritiers de la fortune de Moïse de Camondo, sont déportés à Auschwitz et Birkenau (Pologne) : le 5 décembre 1942, sa fille Béatrice et sa petite-fille Fanny (1920-1943) sont arrêtées à leur domicile à Neuilly-sur-Seine, et le 12 dans l'Ariège, son gendre Léon Reinach (1893-1943) et son petit-fils Bertrand (1923-1943) sont arrêtés à la suite de la trahison de leur passeur, alors qu'ils croyaient fuir vers l'Espagne, ainsi « promis au pire par l'action conjuguée des Allemands qui ne les aimaient pas, et des Français qui ne les aimaient guère ».
La Gestapo, perquisitionnant chez les frères Adolf et Hermann-Joseph Reinach, y vola les tableaux, la bibliothèque, les manuscrits de Théodore Reinach et ses archives. Béatrice, inconsciente du danger ou se présumant protégée par ses relations, resta à Paris où, portant discrètement son étoile jaune sur sa veste de cavalière, conformément aux lois raciales de Vichy, elle continuait à participer à des concours hippiques avec des officiers allemands.
Sa cousine germaine Colette Cahen d'Anvers, comtesse Armand de Dampierre (mort en déportation) et sa tante Élisabeth Cahen d'Anvers, ex-comtesse Jean de Forceville, puis ex-Mme Alfred Denfert-Rochereau - convertie au catholicisme depuis cinquante ans - furent arrêtées et déportées : la première sauta d'un train en route, ce qui la sauva, la seconde mourut entre Drancy et Auschwitz.

La lettre de Georges Duhamel, secrétaire perpétuel de l'Académie française, auprès de Fernand de Brinon, ambassadeur de France auprès des Allemands, afin d'obtenir un adoucissement à leur sort, démarche « mollement relayée » par une note du diplomate auprès de la police allemande, demeura vaine. 

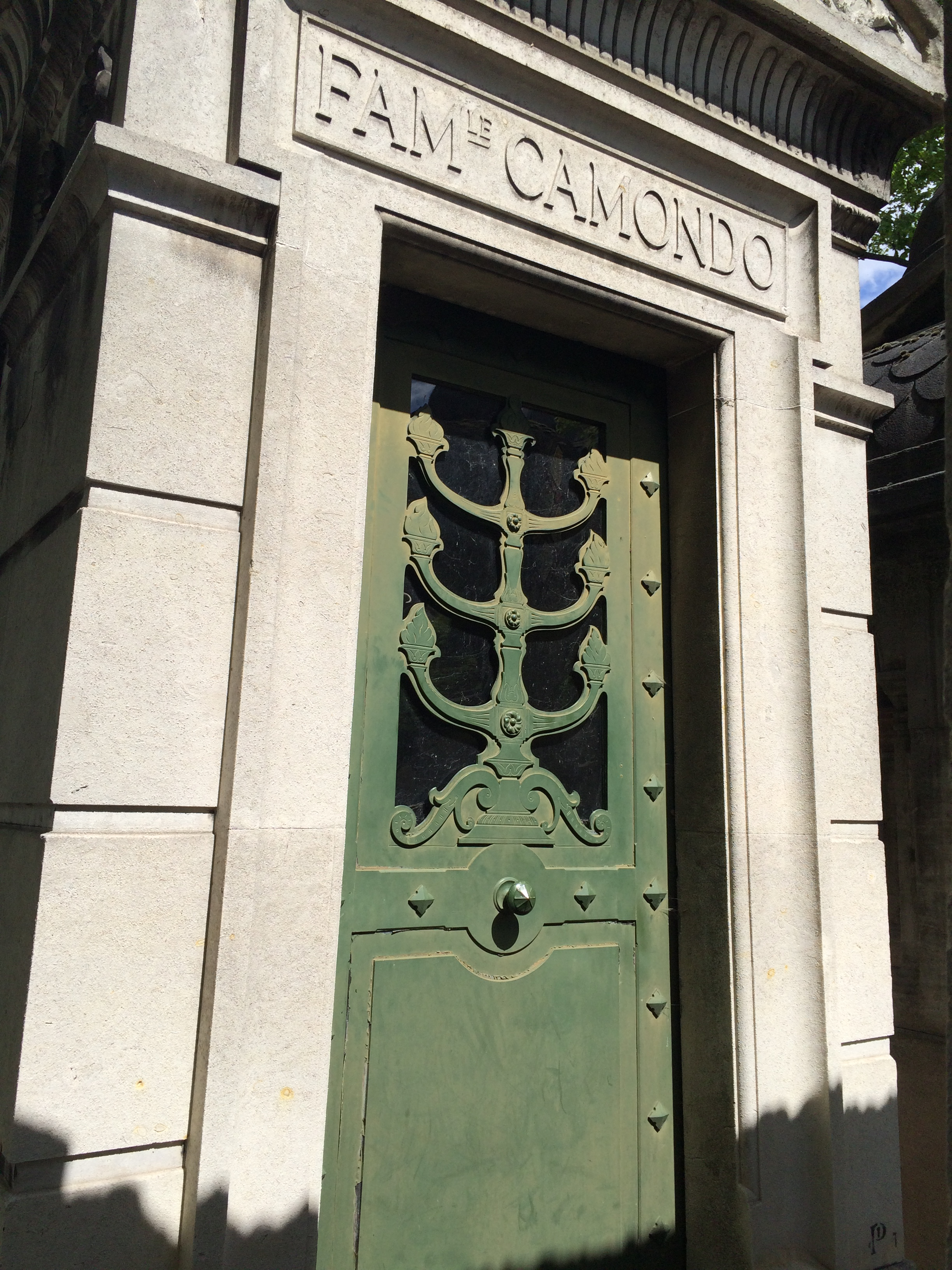
Chapelle des Camondo au cimetière de Montmartre (div. 3), à Paris.

Aussi abandonnés que leurs semblables, les Camondo passèrent plusieurs mois au camp de Drancy, d'où ils furent emmenés dans le convoi no 62 du 20 novembre 1943 et déportés avec 1 200 personnes vers le camp d'extermination  d'Auschwitz-Birkenau, où, dès leur arrivée le 25 novembre, 914 hommes et femmes furent triés et gazés. Reinach et ses deux enfants y sont assassinés fin 1943 et début 1944. En 1945, le convoi no 62 ne comptait que 29 survivants dont seulement deux femmes. En mars 1944, Béatrice fait partie du convoi n° 69 qui atteint la même destination, et sa mort serait intervenue début janvier 1945,,,.
Avec eux s'est éteinte la lignée des banquiers de cette famille, qui aura beaucoup donné à la France : le cousin de Moïse, Isaac de Camondo, mort sans postérité légitime - mais qui eut deux fils naturels - a en effet offert au musée du Louvre le prestigieux « legs Camondo », ensemble exceptionnel de meubles XVIIIe siècle et d'une cinquantaine de peintures de maîtres impressionnistes (Degas, Monet, Morisot, Manet…) parmi lesquels le célèbre Joueur de fifre de Manet, comme les Reinach avaient donné à l'Institut de France la Villa Kérylos à Beaulieu-sur-Mer (Alpes-Maritimes).

### Le mausolée familial
Le mausolée familial au cimetière de Montmartre à Paris porte cette plaque en mémoire des quatre déportés : « Morts pour la France en 1943 et 1944 » (Assouline corrige justement : « par la France »), mais ne figure pas dans « l'Index des célébrités » à l'entrée du cimetière ; seule une plaque sous la porte cochère du musée Nissim-de-Camondo rappelle aux visiteurs ces destins tragiques.

## La Petite Fille au ruban bleu, peinture volée
Pendant ces heures tragiques, Irène Cahen d'Anvers (1872-1963), ex-comtesse Moïse de Camondo puis ex-comtesse Charles Sampieri, doublement protégée d'une éventuelle dénonciation par sa conversion ancienne au catholicisme et le patronyme italien de son second époux, échappe au sort de sa famille, vivant discrètement quatre ans dans un appartement parisien.

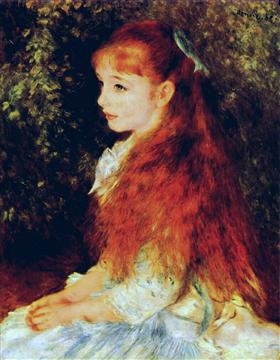
Irène Cahen d'Anvers peinte par Renoir (1880), future comtesse de Camondo (1891) et mère de Nissim et Béatrice dont elle donne la garde complète à Moïse de Camondo, au moment de leur divorce (1902), et qui leur survivra.

Durant l'été 1946, elle reconnaît dans une exposition d'œuvres d'art retrouvées en Allemagne, son portrait enfant par Auguste Renoir, appelé par les connaisseurs La Petite Fille au ruban bleu, tableau commandé au peintre par ses parents en 1880.
Pendant l'Occupation, cette toile avait été comprise dans un lot exigé par Goering afin de l'échanger contre d'autres œuvres, malgré les protestations écrites de Léon Reinach demandant la restitution de ces biens mobiliers, et de Jacques Jaujard, directeur des Musées nationaux.
Cette toile fut ensuite négociée par le marchand Walter Feuz pour le compte de Emil Georg Bührle, industriel d'origine allemande naturalisé suisse en 1937, à la tête de la société Oerlikon, fournisseur de la Wehrmacht, qui acquit une douzaine d'œuvres ainsi confisquées. Irène Sampieri obtint restitution de son portrait et le vendit ensuite à un galeriste parisien qui le céda à… Emil Bührle.
Unique héritière de sa fille assassinée à Auschwitz, elle entra en possession de la fortune des Camondo, qu'elle dilapida avant de mourir à 91 ans.

## Résidences
- Jusqu'en 1914 : rue Hamelin (16e arrondissement).
- 1914-1935 : Hôtel particulier au 63 de la rue de Monceau (8e arrondissement).
- "Villa Béatrice" à Aumont-en-Halatte (Oise)[20].